# Conflit non violent
La théorie du conflit non violent, conçue par Peter Ackerman, affirme que les mouvements qui prennent la décision stratégique de renoncer à la violence réussissent beaucoup plus souvent à renverser un despote que les mouvements violents. À l'origine de cette idée, Gene Sharp, qui a remis en question l'image romantique entourant les révolutionnaires du tiers-monde. Sharp, en s'appuyant sur Hannah Arendt et Max Weber, affirme que les marxistes se méprenaient sur la nature du pouvoir : les régimes oppressifs ne survivent pas parce qu'ils monopolisent la violence de la société mais parce qu'ils obtiennent l'assentiment de la société : « L'obéissance est au cœur du pouvoir politique ». À la différence de Gandhi, Ackerman n'opte donc pas pour la non-violence en raison de sa supériorité morale mais pour son efficacité. Il observe que les mouvements qui réussissent sont ceux qui se fixent des objectifs limités et accessibles.

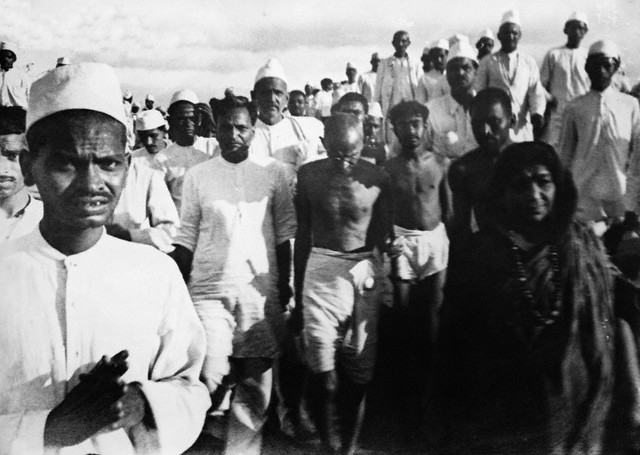
La non-violence ne confine pas à la passivité : Gandhi marqua par son activisme non violent une dynamique qui allait mener à la chute de l'administration impériale britannique du Vice-Royaume des Indes, joyau de l'Empire britannique. L'épisode de la marche vers le sel est une des scènes clés du biopic homonyme sorti en 1982 : Gandhi (film).

## Développements
Peter Ackerman a développé ses idées dans deux livres et deux films qu'il a coproduits. Le film Bringing down a dictator [La chute d'un dictateur] est un documentaire qui présente les principes du conflit non violent en décrivant la façon dont l'association étudiante serbe Otpor est parvenue à renverser Slobodan Milošević en 2000.

## Mise en pratique
1. Le film Bringing down a dictator a inspiré et guidé le dirigeant des démocrates de Géorgie, Mikheil Saakachvili, devenu depuis président du pays. Alors que la révolution des Roses approchait de sa phase critique, la chaîne de télévision indépendante Roustavi2 a diffusé le film chaque samedi durant plusieurs mois. La projection était suivie d'un débat durant lequel les Géorgiens discutaient des leçons que le film pouvait apporter.
2. Création d'un jeu vidéo A force more powerful, en association avec l'entreprise Breakaway Games, qui a contribué à produire la série à succès des jeux vidéo Civilization.

## Organisation
Peter Ackermann s'est associé à un ancien camarade de faculté[Qui ?] pour fonder l'International Center on Nonviolent Conflict (Centre international des conflits non violents).

## Sources d'information
- Revolution, mode d'emploi - The new republic (Washington) : Article de Franklin Foer (in courrier International n°770-771-772 du 4 au 24 août 2005);